# سهره گلوبریده
سهره گلوبریده یا سهره گلوسرخ یا سهره ریشو (نام علمی: Amadina fasciata) نام یک گونه از تیره سهره بافنده است.

## نگارخانه

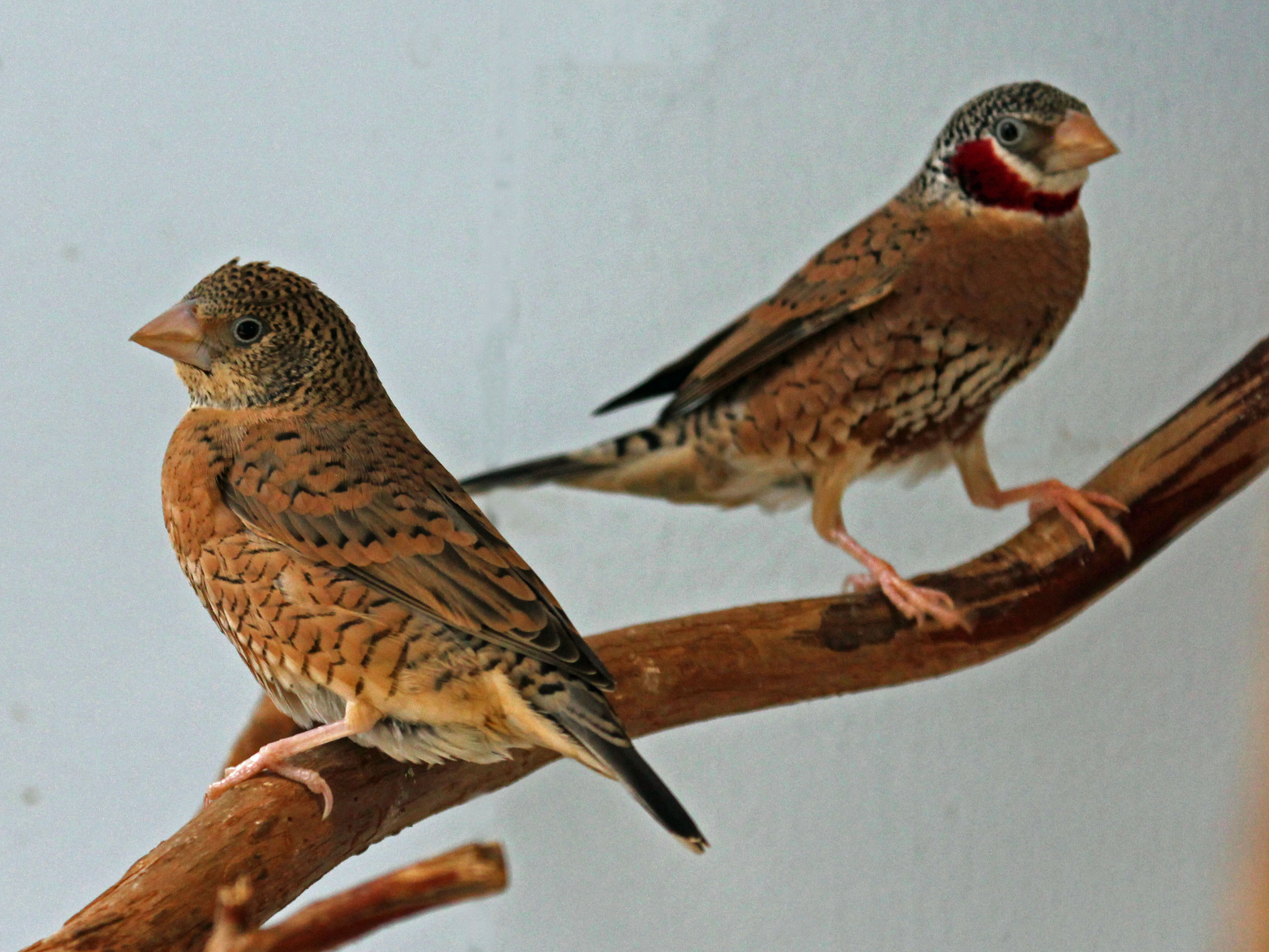
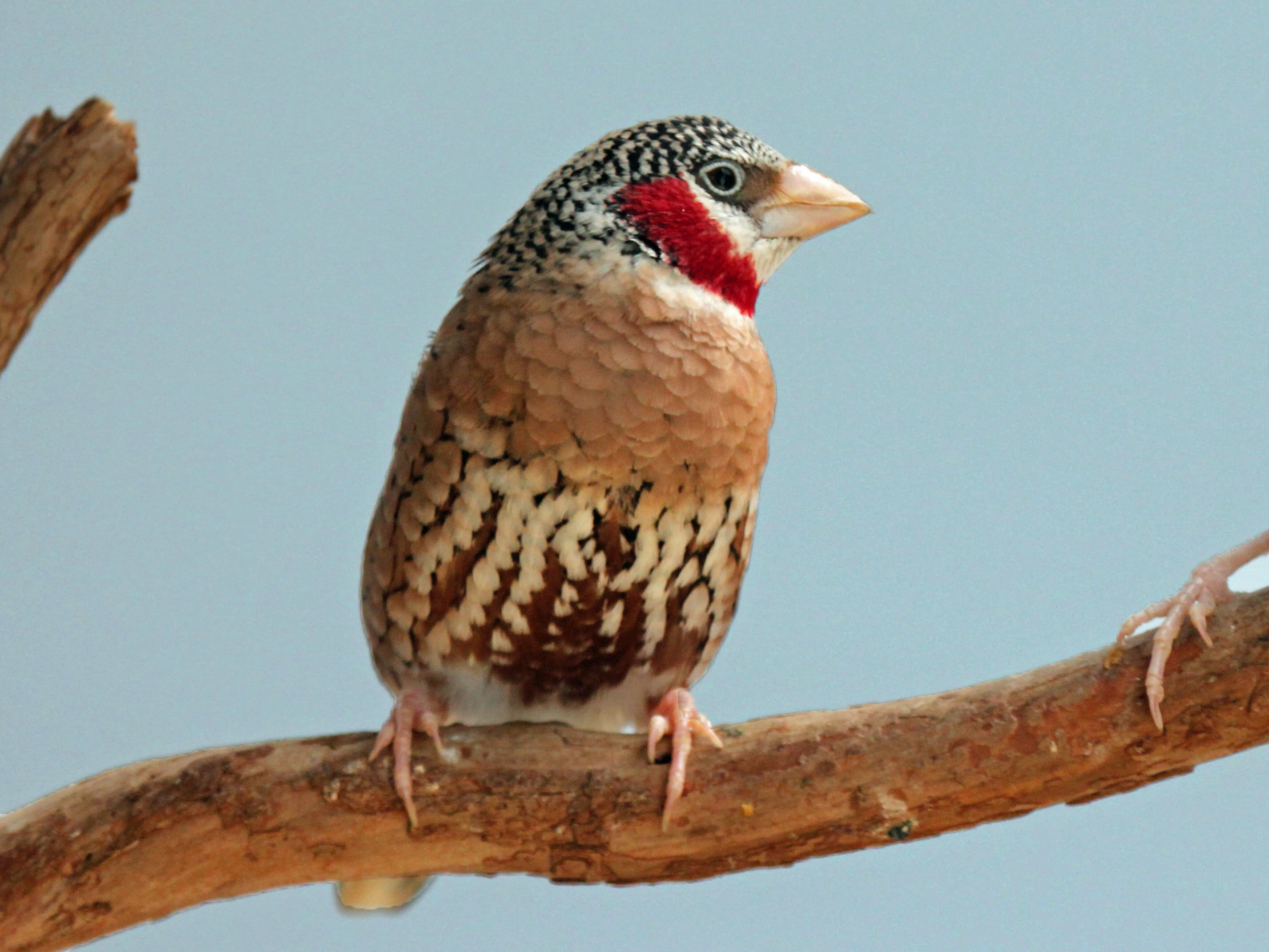